# Конг (річка, В'єтнам)
Конг (в'єт. Sông Công) — річка на північному сході В'єтнаму, права і найбільша притока річки Кау.
Бере початок на північних схилах хребта Тамдао.Тече переважно в південно-східному напрямку, протікаючи територією провінції Тхайнгуєн, а поблизу гирла — по межі з агломерацією Ханоя. Довжина річки складає 96 км; площа басейну — 951 км². Середня витрата води — 25 м/с.
На річці розташовані водосховище Нуйкок та місто Сонг-Конг з населенням 100 тис осіб.